# Élection présidentielle américaine de 1968 en Géorgie
L'élection présidentielle américaine de 1968 en Géorgie a lieu le 5 novembre 1968 comme dans les 47 États qui composent les États-Unis ainsi que le district de Columbia. Les électeurs géorgiens choisissent des grands électeurs pour les représenter dans le collège électoral à travers un vote populaire. La Géorgie dispose en 1968 de 12 grands électeurs. L'État donne l'ensemble de ses grands électeurs au candidat de l'American Independent Party, l'ancien gouverneur de l'Alabama George Wallace. 
Le candidat vainqueur de ce scrutin dans tout le pays sera néanmoins le républicain Nixon, qui occupera la présidence des États-Unis du 20 janvier 1969 au 9 août 1974, ayant été réélu en 1972. 